# 彩崎廉
彩崎 廉（さいざき れん）は、日本の漫画家・イラストレーター。

## 経歴
- 2005年、第23回ジャンプ十二傑新人漫画賞十二傑賞を獲得。受賞作「Strength」を『赤マルジャンプ』に掲載。
- 2007年、月刊少年ガンガン10月号で『ROLL』を掲載。（第10回スクウェア・エニックスマンガ大賞特別大賞受賞作）[1]
- 2009年、『月刊少年ガンガン』にて『絶園のテンペスト』の作画を担当。

## 作品リスト

### 連載
- 絶園のテンペスト（原作:城平京、構成:左有秀、『月刊少年ガンガン』2009年8月号 - 2013年11月号、全10巻）

### 読切
- Strength（『赤マルジャンプ』2005 SUMMER）
- ROLL（『月刊少年ガンガン』2007年10月号）

### イラスト
- 『ギルティクラウン アンソロジーコミック』（スクウェア・エニックス、2012年3月24日）

## 師匠
- 天野明